# La Estancia, Olancho
La Estancia är en ort i Honduras.   Den ligger i departementet Departamento de Olancho, i den centrala delen av landet, 140 km nordost om huvudstaden Tegucigalpa. La Estancia ligger 1 132 meter över havet och antalet invånare är 1 508.
Terrängen runt La Estancia är kuperad. Runt La Estancia är det ganska glesbefolkat, med 43 invånare per kvadratkilometer. Närmaste större samhälle är Jano, 16,1 km väster om La Estancia. 